# 亞代爾鎮區 (密蘇里州康登縣)
亞代爾鎮區（英語：Adair Township）是位於美國密蘇里州康登縣的一個行政鎮區。

## 地方資料
亞代爾鎮區的面積為276.96平方千米，當中陸地面積為254.96平方千米，而水域面積為22.00平方千米。根據2020年美國人口普查的數據，當地共有人口4284人，而人口密度為每平方千米15.47人。